# Kathedrale von Mirepoix

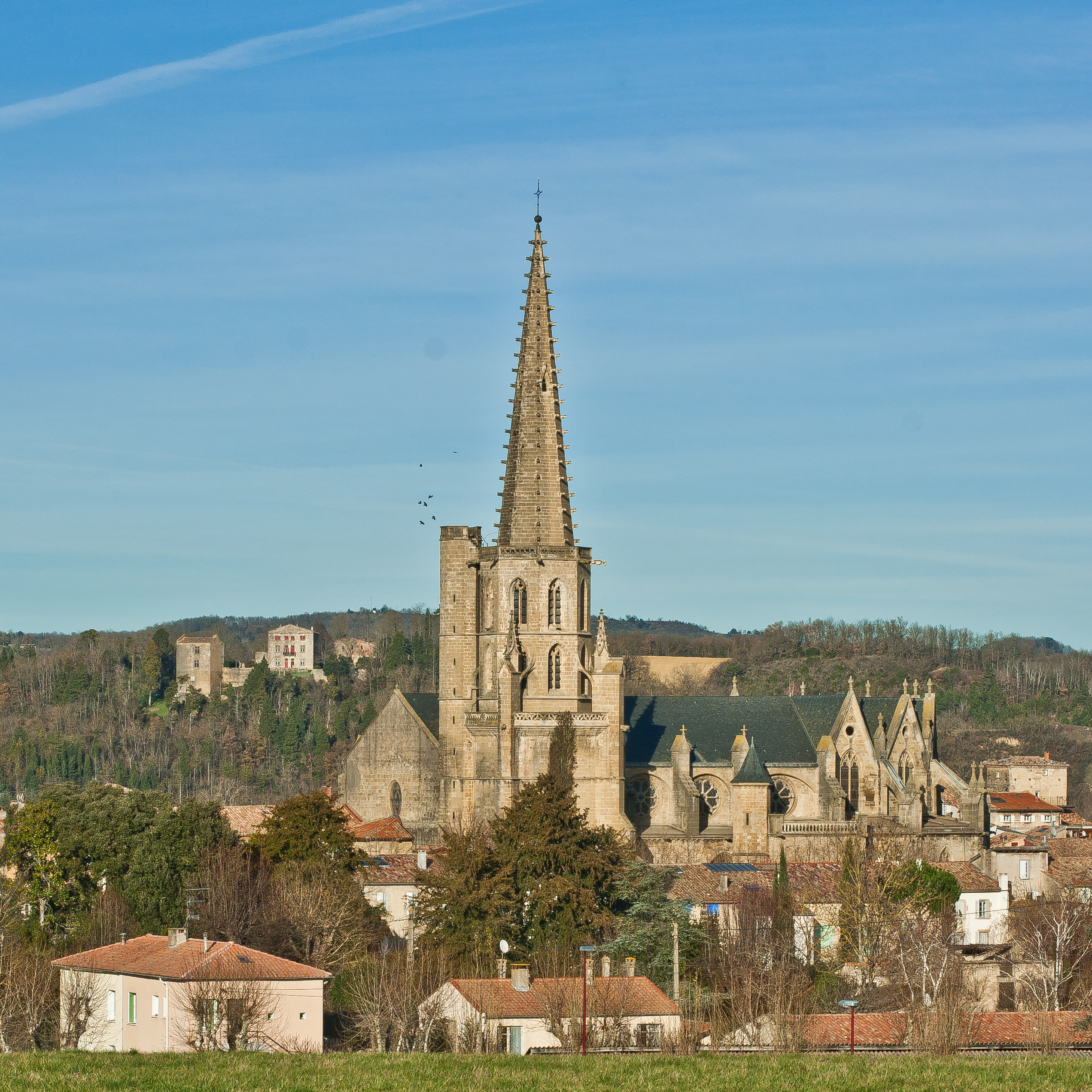
Ehemalige Kathedrale von Mirepoix

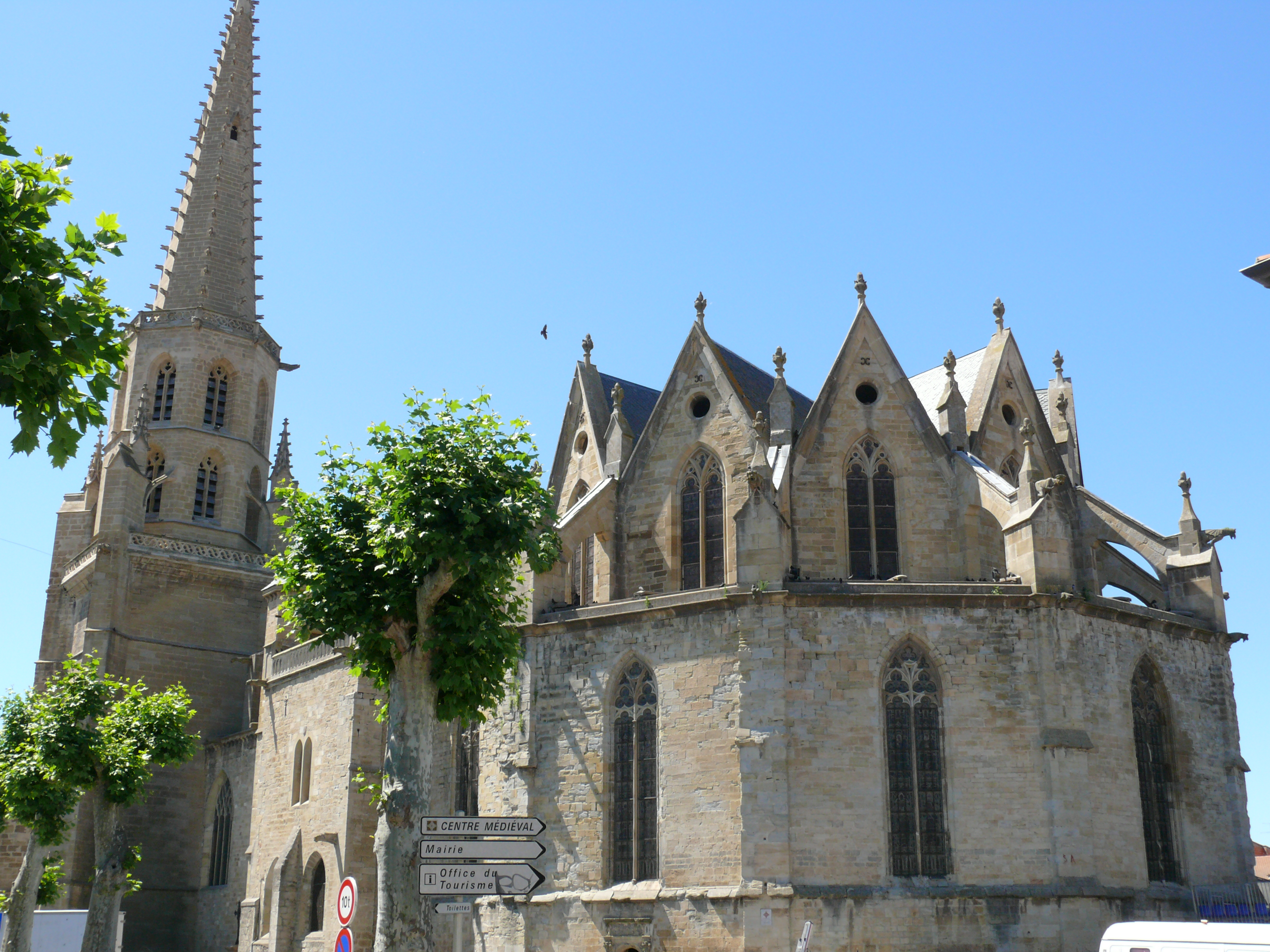
Giebelkranz über der Apsis

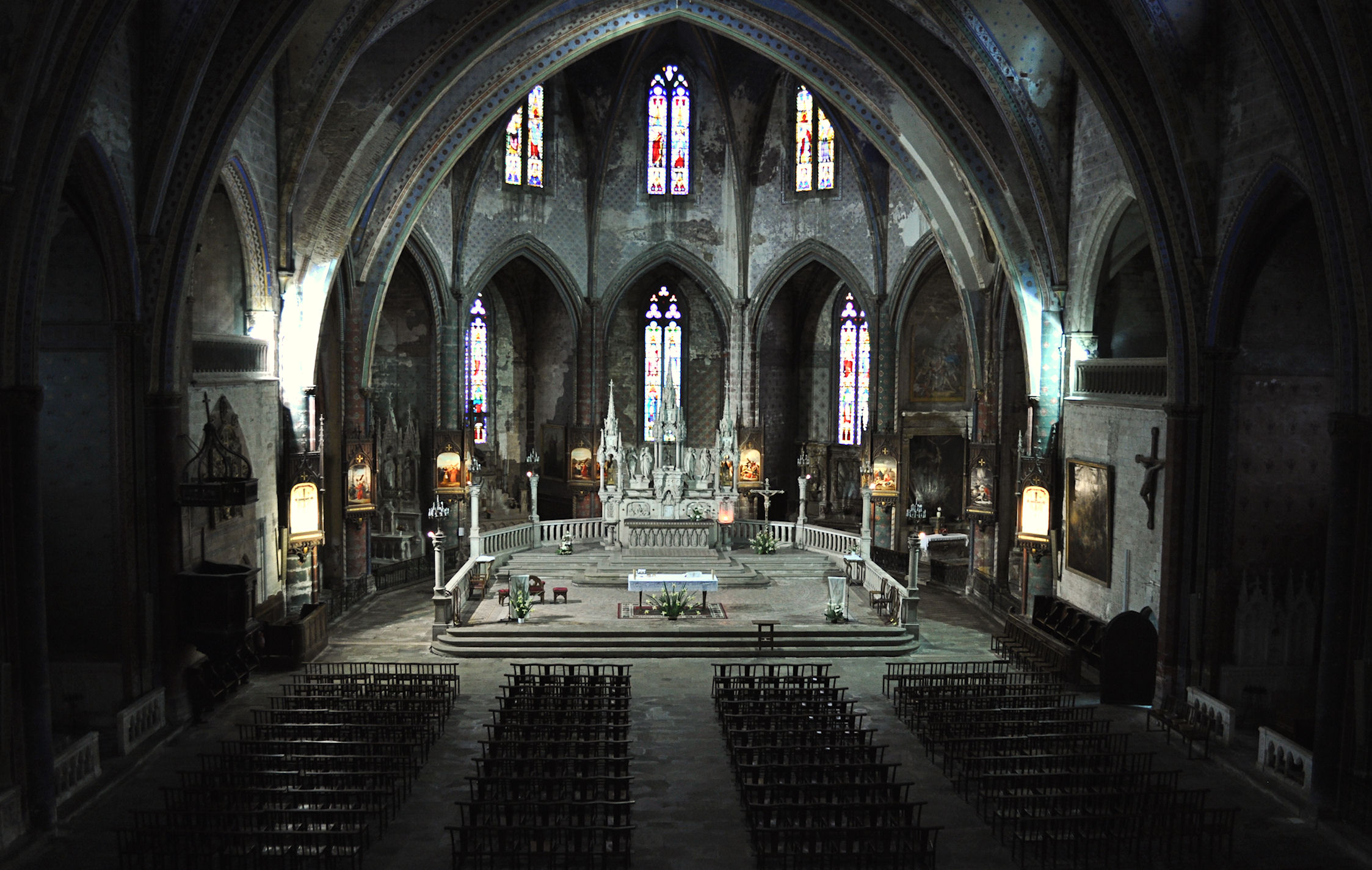
Innenraum

Die unter dem Patrozinium des hl. Mauritius stehende ehemalige Kathedrale von Mirepoix war Sitz des während der Französischen Revolution durch das zwischen Napoleon Bonaparte und dem Heiligen Stuhl geschlossene Konkordat von 1801 aufgelösten Bistums Mirepoix. Sie liegt in dem ursprünglich als Bastide angelegten Ort Mirepoix im Département Ariège. Der Kirchenbau ist seit dem Jahr 1907 als Monument historique anerkannt.

## Geschichte
Am 22. September 1209, dem Tag des hl. Mauritius, eroberte Simon de Montfort mit seinen Truppen die Stadt Mirepoix und ließ die Kirche auf dem rechten Ufer des Hers-Vif dem hl. Mauritius weihen. Nach einer verheerenden Überschwemmung im Jahr 1289 wurde die Stadt auf dem linken Flussufer wiederaufgebaut. Der Bau der neuen Kirche begann im Jahr 1298. Am 26. September 1317 erhob der in Avignon residierende Papst Johannes XXII. Mirepoix zum Bistum, doch konnte die Kathedrale in der Zeit des Hundertjährigen Krieges (1337–1453) und selbst in der Zeit danach wegen fehlender finanzieller Mittel nicht fertiggestellt werden. Erst unter Bischof Philippe de Lévis wurden die Bauarbeiten im Jahr 1493 fortgesetzt und bereits im Jahr 1506 war der ca. 60 m hohe Turmhelm vollendet. Doch erst durch die Restaurierung des Kirchenschiffs unter dem Architekten Eugène Viollet-le-Duc in den Jahren 1858 bis 1860 erhielt dieses seine heutige Form.

## Architektur
Der spätgotische Kirchenbau hat (nach dem der Kathedrale von Girona in Katalonien) mit ca. 21,40 m eines der breitesten Gewölbe der Welt. Dieses wird durch umlaufende Seitenkapellen stabilisiert, oberhalb derer Radfenster für die Belichtung des Innenraums sorgen. Ungewöhnlich ist der durch Strebebögen gestützte Giebelkranz über der im Innern zweigeschossig wirkenden Apsis.

## Ausstattung
In der Privatkapelle des Bischofs Philippe de Levis befindet sich ein kleines Wandlabyrinth – eines der letzten des Mittelalters. Große Teile der Ausstattung, darunter auch das Chorgestühl (stalles) verschwanden in der Zeit der Hugenottenkriege (1562–1598) und in den Revolutionsjahren.